# Bendazac
Bendazac (conosciuto anche come acido bendazolico ed in fase sperimentale con la sigla AF 983) è una molecola appartenente alla classe dei farmaci antinfiammatori non steroidei (FANS). La molecola deriva dall'acido acetico ed è indicata per il trattamento topico dell'infiammazione e del dolore muscolare e delle articolazioni. In Italia il farmaco è venduto dalla società farmaceutica Aziende Chimiche Riunite Angelini Francesco con il nome commerciale di Versus nella forma farmaceutica di crema, unguento e pasta cutanea, tutti e 3 i prodotti sono ad esaurimento scorte dal 21/07/2027. 

## Farmacodinamica e farmacocinetica
Bendazac esercita la propria azione a livello tissutale prevenendo la denaturazione delle proteine e l'evoluzione del processo infiammatorio verso la necrosi. Studi sperimentali effettuati sui ratti hanno dimostrato che bendazac dopo applicazione sulla cute del dorso viene eliminato principalmente attraverso le urine.

## Usi clinici
Bendazac è indicato in dermatologia per il trattamento di dermatosi infiammatorie e allergiche, dermatiti da contatto, dermatiti occupazionali, dermatiti seborroiche, dermatiti da pannolino e dell'infante, dermoipodermiti, eczema costituzionale, eritemi e pruriti localizzati, orticaria, allergie da medicamenti, punture di insetti. È inoltre utilizzato in caso di eritema solare, psoriasi, ragadi, intertrigini ed ulcere cutanee.
Vi è una formulazione associata all'idrocortisone denominata bendacortone: gli utilizzi sono praticamente gli stessi su riportati.

## Effetti collaterali ed indesiderati
Benzadac nella applicazione topica è generalmente ben tollerato. In alcuni casi nei soggetti con dermatite in fase acuta è possibile che l'applicazione determini sensazione di bruciore od irritazione. Pressoché nella totalità dei ncasi il problema si risolve passando alla forma farmaceutica di pasta cutanea.

## Controindicazioni
Benzadac è controindicato nei soggetti con ipersensibilità nota alla molecola oppure ad uno qualsiasi degli eccipienti.

## Dosi terapeutiche
Si consigliano dalle 2 alle 4 applicazioni al giorno. La cute sede della lesione da trattare è bene venga frizionata leggermente al fine di favorire l'assorbimento del principio attivo.
Nelle forme croniche e più in generale nelle lesioni secche, squamose od ipercheratosiche è preferibile l'utilizzo dell'unguento.
Nelle forme acute, subacute, edematose e con presenza di vescicole è invece consigliabile l'utilizzo della crema. La pasta cutanea trova invece impiego elettivo nei lattanti e nei bambini, in particolare per le infiammazioni ed irritazioni in sede glutea e perineale.